# スタジオプラセボ
スタジオプラセボ（Studio Placebo）は、東京都江東区にあるアニメーションを制作しているスタジオ。

## 作品

### みんなのうた
- ◆は5分間1曲枠の楽曲。
- 空とぶプリンプリン / 木久ちゃんロケッツ（2016年6月・7月放送）